# Золотарёв, Павел Семёнович
Павел Семёнович Золотарёв (род. 10 августа 1947, Донецкая область) — военный, генерал-майор запаса. Заместитель директора Института США и Канады РАН, президент Межрегионального общественного «Фонда поддержки военной реформы». Член Совета по внешней и оборонной политике (СВОП).

## Биография
Павел Семёнович Золотарёв родился 10 августа 1947 года в Донецкой области.
В 1971 году окончил факультет автоматизированных систем управления и связи в Харьковском высшем командно-инженерном училище Ракетных войск стратегического назначения. В 1991 году окончил Академию Генерального штаба ВС РФ. С 1975 по 1979 год проходил обучение в адъюнктуре Харьковского высшего командно-инженерного училища. По окончании адъюнктуры защитил диссертацию кандидата технических наук. С 1979 по 1985 год служил в отделе автоматизации Оперативного управления Главного штаба РВСН.
С 1985 по 1989 год служил в Центре оперативно-стратегических исследований Генерального штаба. С 1989 по 1991 год учился в академии Генерального штаба.
С 1991 года получил должность начальника аналитического направления Управления военного строительства реформ, где проработал до 1993 года. В 1992 году принимал участие в разработке Концепции безопасности России, а также Закона «О безопасности РФ» и основных положений военной доктрины РФ. В 1993 году назначен главой Информационно-аналитического центра Министерства обороны России, где проработал до 1997 года.
С 1997 по 1998 год был заместителем руководителя Аппарата Совета обороны РФ. В 1998 году ушел в запас в звании генерал-майора.
После увольнения в запас работал в Институте США и Канады Российской Академии наук в должностях начальника отдела и заместителя директора института. С января 2018 года руководитель научного направления исследований института США и Канады РАН.

## Публикации
Автор 19 изобретений и десятков публикаций, среди них:
1. «Война с рыночной экономикой», Независимая газета, 15.06.1996 г.
2. «Как не наступит на грабли?», Независимая газета, 30.11.1999 г.
3. «Цепная реакция страха. Россия и США — как выйти из состояния взаимного ядерного сдерживания», Независимая газета 2000 г.
4. "Возможный облик «новых рамок стратегических отношений России и США», Доклад № 1. Российского представительства Центра оборонной информации, ISBN 5-88044-134-2, издательство «Гендальф», Москва, 2002 г.
5. «Холодный душ в звездную полосочку», Независимая газета, 22.03.2002 г.
6. «Защита от ведомственных подходов», Независимое военное обозрение, 26.04. 2002 г.
7. Между Сциллой и Харибдой. О судьбе концепции национальной безопасности Российской Федерации, Финансовый контроль, № 3, 2003 г.
8. «Война без правил» Независимая газета, 4 июля 2003 г.
9. «Терроризм — уродливое дитя Запада», Независимая газета, 8.08.2003 г.
10. Постсоветское пространство после беловежья. Детские игры с недетскими последствиями. Журнал «Гражданин», 2004 г.
11. «Москва плюс НАТО», Журнал «Россия в глобальной политике», 28.01.2004 г.
12. «Непраздничное послесловие к предпраздничным учениям», Независимое военное обозрение, 5.03. 2004 г.
13. «Новые базы США привязаны к регионам нестабильности», Независимое военное обозрение, 20.08.2004 г.
14. «Чем закончится война за объединение Грузии», Независимое военное обозрение, 6.08.2004 г.
15. «Эксперты предлагают комплекс мер доверия по стратегическим вооружениям. В российско-американских отношениях наступило время перехода от взаимногарантированного уничтожения к взаимногарантированной безопасности», Независимое военное обозрение, 2.07.2004 г.
16. «США контролируют то, во что они вложили средства», Журнал «Политика и власть» от 20.10.2005 г.
17. «США расширяют контроль над российскими ядерными объектами», Независимая газета, 4.03.2005 г.
18. «Три источника, три составных части армейского застоя», Независимая газета, 20.12.2005 г.
19. «Сценарии для Южной Осетии и Абхазии», Независимая газета, 30.06.2006 г.
20. «Слабый свет в конце длинного туннеля», Журнал «Наша власть. Дела и лица», № 2, 2006 г.
21. «Ядерная буря в стакане воды», Независимая газета, 31.03.2006 г.
22. «Слепая стратегия», Независимая газета, 14.02.2007 г.
23. «Цели и приоритеты военной политики», Журнал «Россия в глобальной политике», № 2, март-апрель 2007 г.
24. «Противоракетная оборона: история и перспективы», Журнал «Россия в глобальной политике», № 3, май-июнь 2008 г.
25. «Ирак — урок не только для Вашингтона», Независимая газета, 21.03.2008 г.
26. «The Prospect of Universal Complete Nuclear Disarmament», James Martin Center for Nonproliferation Studies, Monterey Institute, № 15, 2009 г.
27. «Глобальные процессы и информатизация военного дела», Интернет издание Россия и Америка в XXI веке, выпуск № 3, 2009 год,
28. «О некоторых тенденциях развития терроризма в современной России», Труды Академии управления МВД России, 2009 год № 1 (9), март
29. «Missile Defense: A Sphere of Competition or an Instrument for Jointly Combating the Proliferation of Weapons of Mass Destruction», Carnegie Council, The Voice for Ethics in International Policy, 2009
30. «Глобальное измерение войны», Журнал «Россия в глобальной политике», № 1, январь-февраль 2010 г.
31. Smaller and Safer, A New Plan For Nuclear Postures, Foreign affairs . Volume 89 No. 5

## Профессиональные членства
- Член экспертного совета Комитета по международным делам Совета Федерации Федерального Собрания Российской Федерации[3];
- Член секции по военной безопасности Научного совета при Совете Федерации Федерального Собрания Российской Федерации[3];
- Член Совета по внешней и оборонной политике (СВОП)[3] и редколлегии журнала «Современная Европа».